# イゴール・ボブチャンチン

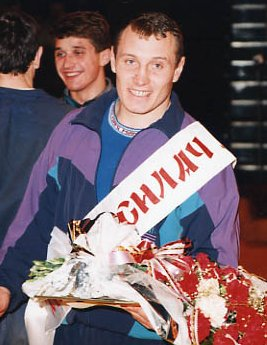
若き日のボブチャンチン

イゴール・ボブチャンチン（ウクライナ語: Ігор Вовчанчин, ラテン文字転写: Igor Vovchanchyn、1973年8月6日 - ）は、ウクライナの男性総合格闘家。ハルキウ州ゾーロチウ出身。

## 概要
独特の軌道を描いて放たれる変則ブロー、ロシアン・フックを武器に、強烈な打撃でKOを積み重ねる豪快なファイトスタイルから、「北の最終兵器」の異名を持つ。

## 来歴
学生時代に陸上競技を経験した後、オレッグ・エルマコフの元でボクシングを始め、全ユーラシアキックボクシング連盟の総書記であるエヴゲーニャ・ボルシェフスカヤ女史と出会いキックボクシングを始めた。1993年にウクライナ代表として出場した世界キックボクシングアマチュア選手権で優勝している。さらににレスリングや関節技を習得し、1990年代半ばから母国ウクライナ、ロシア、ベラルーシなど旧ソビエト連邦の諸国での総合格闘技の大会に出場した。

### PRIDE
1998年10月11日、PRIDE初参戦となったPRIDE.4でゲーリー・グッドリッジと対戦し、パンチラッシュでKO勝ちを収めた。
1999年7月18日、K-1初参戦となったK-1 DREAM '99でアーネスト・ホーストと対戦し、ローキックでKO負けを喫した。
1999年9月12日、PRIDE.7でマーク・ケアーと対戦し、ケアーにTKO勝ちしたが、反則であるグラウンド状態での頭部への膝蹴りがあったため、後日TKO勝ちから無効試合へと裁定変更された。
2000年1月30日、PRIDE GRANDPRIX 2000 開幕戦のグランプリ1回戦でアレクサンダー大塚と対戦し、3-0の判定勝ちを収めた。
2000年5月1日、PRIDE GRANDPRIX 2000 決勝戦のグランプリ2回戦でゲーリー・グッドリッジと再戦し、パウンドでTKO勝ち。準決勝で桜庭和志と対戦し、タオル投入でTKO勝ち。決勝戦でマーク・コールマンと対戦し、グラウンドの膝蹴りでギブアップ負けを喫し準優勝に終わった。
2000年12月23日、PRIDE.12でマーク・ケアーと再戦し、判定勝ちを収めた。
2002年9月29日、PRIDE.22でクイントン・"ランペイジ"・ジャクソンと対戦し、脇腹の負傷によりギブアップ負けを喫した。
2003年8月10日、PRIDE GRANDPRIX 2003 開幕戦でミルコ・クロコップと対戦し、左ハイキックでKO負けを喫した。
階級をヘビー級からミドル級に変更。
2005年4月23日、PRIDE GRANDPRIX 2005 開幕戦のミドル級（-93kg）グランプリ1回戦で近藤有己と対戦し、3-0の判定勝ちを収めた。
2005年6月26日、PRIDE GRANDPRIX 2005 2nd ROUNDのミドル級（-93kg）グランプリ2回戦でアリスター・オーフレイムと対戦し、フロントチョークで一本負けを喫した。
2005年8月28日、PRIDE GRANDPRIX 2005 決勝戦のミドル級（-93kg）グランプリリザーブマッチで中村和裕と対戦し、0-3の判定負けを喫した。

## 人物・エピソード
- 母国で車を運転中、あまりの怪力のためにハンドルをもぎ取ってしまった。
- 専属通訳兼マネージャーのエヴゲーニャ・ボルシェフスカヤ女史（通称：オバチャンチン）は、時折珍妙な日本語を話すことで知られており、名物キャラクターとなっている。
- 愛車はトヨタ・ランドクルーザー。決して高額ではないファイトマネーをコツコツ貯金していたが、PRIDEで大成功を収めてからは一気に収入が増え、あっという間に目標金額に達したという。故郷では狩猟がスポーツとして盛んで、高級なSUVのオーナーは狩猟愛好家の間でおおいに尊敬されるため、非常に嬉しかったと述べている。
- 2022年2月のロシアの軍事侵攻を受け、故郷ハルキウで慈善財団を立ち上げ、食料、医薬品、救援物資を軍や市民、病院、孤児院に届ける活動をしていることがFRIDAY誌で報道された[4]。

## 戦績

### 総合格闘技
| 総合格闘技 戦績 | 総合格闘技 戦績 | 総合格闘技 戦績 | 総合格闘技 戦績 | 総合格闘技 戦績 | 総合格闘技 戦績 | 総合格闘技 戦績 |
| --------------- | --------------- | --------------- | --------------- | --------------- | --------------- | --------------- |
| 67 試合         | (T)KO           | 一本            | 判定            | その他          | 引き分け        | 無効試合        |
| 56 勝           | 41              | 7               | 8               | 0               | 0               | 1               |
| 10 敗           | 3               | 4               | 3               | 0               | 0               | 1               |

| 勝敗 | 対戦相手                             | 試合結果                                     | 大会名                                                            | 開催年月日     |
| ×    | 中村和裕                             | 2R（10分/5分）終了 判定0-3                   | PRIDE GRANDPRIX 2005 決勝戦 【ミドル級グランプリ リザーブマッチ】 | 2005年8月28日  |
| ×    | アリスター・オーフレイム             | 1R 1:20 フロントチョーク                     | PRIDE GRANDPRIX 2005 2nd ROUND 【ミドル級グランプリ 2回戦】       | 2005年6月26日  |
| ○    | 近藤有己                             | 3R（10分/5分/5分）終了 判定3-0               | PRIDE GRANDPRIX 2005 開幕戦 【ミドル級グランプリ 1回戦】          | 2005年4月23日  |
| ○    | 高橋義生                             | 1R 1:10 KO（右フック）                       | PRIDE.29 SURVIVAL                                                 | 2005年2月20日  |
| ○    | セルゲイ・テレジモフ                 | 1R ヒールホールド                            | Water of Peresvit                                                 | 2004年12月4日  |
| ○    | 藤井軍鶏侍                           | 1R 4:02 TKO（スタンドパンチ連打）            | PRIDE 武士道 -其の伍-                                             | 2004年10月14日 |
| ○    | ダン・ボビッシュ                     | 2R 1:45 TKO（マウントパンチ）                | PRIDE.27 TRIUMPHAL RETURN                                         | 2004年2月1日   |
| ×    | ミルコ・クロコップ                   | 1R 1:29 KO（左ハイキック）                   | PRIDE GRANDPRIX 2003 開幕戦                                       | 2003年8月10日  |
| ○    | ボブ・シュライバー                   | 2R 4:05 スリーパーホールド                   | IT'S SHOWTIME: Amsterdam Arena                                    | 2003年6月8日   |
| ×    | クイントン・"ランペイジ"・ジャクソン | 1R 7:17 ギブアップ（脇腹の負傷）             | PRIDE.22                                                          | 2002年9月29日  |
| ×    | ヒース・ヒーリング                   | 3R（10分/5分/5分）終了 判定0-3               | PRIDE.19                                                          | 2002年2月24日  |
| ○    | ヴァレンタイン・オーフレイム         | 1R 4:35 ヒールホールド                       | PRIDE.18                                                          | 2001年12月23日 |
| ○    | リカルダス・ロセヴィチュス           | 2R TKO（ローキック）                         | Rings Lithuania: Bushido Rings 3                                  | 2001年11月10日 |
| ×    | マリオ・スペーヒー                   | 1R 2:52 肩固め                               | PRIDE.17                                                          | 2001年11月3日  |
| ○    | 佐竹雅昭                             | 3R（10分/5分/5分）終了 判定3-0               | PRIDE.15                                                          | 2001年7月29日  |
| ○    | ギルバート・アイブル                 | 1R 1:52 スリーパーホールド                   | PRIDE.14                                                          | 2001年5月27日  |
| ×    | トレイ・テリグマン                   | 3R（10分/5分/5分）終了 判定0-3               | PRIDE.13                                                          | 2001年3月25日  |
| ○    | マーク・ケアー                       | 延長R終了 判定3-0                            | PRIDE.12                                                          | 2000年12月23日 |
| ○    | 高田延彦                             | 2R 3:17 ギブアップ（マウントパンチ）         | PRIDE.11                                                          | 2000年10月31日 |
| ○    | エンセン井上                         | 1R終了時 TKO（ドクターストップ）             | PRIDE.10                                                          | 2000年8月27日  |
| ○    | 松井大二郎                           | 1R 5:03 TKO（ドクターストップ）              | PRIDE.9                                                           | 2000年6月4日   |
| ×    | マーク・コールマン                   | 延長2R 3:09 ギブアップ（グラウンドの膝蹴り） | PRIDE GRANDPRIX 2000 決勝戦 【GRANDPRIX 決勝】                    | 2000年5月1日   |
| ○    | 桜庭和志                             | 1R終了時 TKO（タオル投入）                   | PRIDE GRANDPRIX 2000 決勝戦 【GRANDPRIX 準決勝】                  | 2000年5月1日   |
| ○    | ゲーリー・グッドリッジ               | 1R 10:14 TKO（右フック→パウンド）            | PRIDE GRANDPRIX 2000 決勝戦 【GRANDPRIX 2回戦】                   | 2000年5月1日   |
| ○    | アレクサンダー大塚                   | 15分1R終了 判定3-0                           | PRIDE GRANDPRIX 2000 開幕戦 【GRANDPRIX 1回戦】                   | 2000年1月30日  |
| ○    | フランシスコ・ブエノ                 | 1R 1:23 KO（スタンドパンチ連打）             | PRIDE.8                                                           | 1999年11月21日 |
| －   | マーク・ケアー                       | 2R 4:45 無効試合（反則）                     | PRIDE.7                                                           | 1999年9月12日  |
| ○    | カーロス・バヘット                   | 延長R終了 判定2-1                            | PRIDE.6                                                           | 1999年7月4日   |
| ○    | ヴェプチョ・バーダナサビリ           | 1R ギロチンチョーク                          | InterPride 1999: Heavyweight Final                                | 1999年5月8日   |
| ○    | Vladimir Solodovnik                  | 1R TKO                                       | InterPride 1999: Heavyweight Final                                | 1999年5月8日   |
| ○    | 小路晃                               | 10分2R終了 判定5-0                           | PRIDE.5                                                           | 1999年4月29日  |
| ○    | エジソン・カウバーリョ               | 1R 3:16 TKO（打撃）                          | World Vale Tudo Championship 7 【WVCスーパーファイト選手権試合】  | 1999年2月2日   |
| ○    | アロイジオ・フレイタス・ネート       | 1R 7:26 ギブアップ（パンチ連打）             | World Vale Tudo Championship 6 【WVCスーパーファイト王座決定戦】  | 1998年11月1日  |
| ○    | ゲーリー・グッドリッジ               | 1R 5:58 KO（スタンドパンチ連打）             | PRIDE.4                                                           | 1998年10月11日 |
| ○    | ニック・ナッター                     | 1R 0:14 KO（膝蹴り）                         | World Vale Tudo Championship 5 【決勝】                           | 1998年2月3日   |
| ○    | エリアス・ロドリゲス                 | 1R 10:35 ギブアップ（パンチ連打）            | World Vale Tudo Championship 5 【準決勝】                         | 1998年2月3日   |
| ○    | トゥーリオ・パルハレス               | 1R 5:35 ギブアップ（パンチ連打）             | World Vale Tudo Championship 5 【1回戦】                          | 1998年2月3日   |
| ○    | ニック・ナッター                     | 1R 24:42 TKO                                 | IAFC - 1st Absolute Fighting World Cup Pankration                 | 1997年11月12日 |
| ○    | Mikhail Avetisyan                    | 35分1R終了 判定2-1                           | IAFC - 1st Absolute Fighting World Cup Pankration                 | 1997年11月12日 |
| ○    | Valery Pliev                         | 1R 7:13 TKO                                  | IAFC - 1st Absolute Fighting World Cup Pankration                 | 1997年11月12日 |
| ○    | Yuri Mildzikhov                      | 1R                                           |                                                                   | 1997年         |
| ○    | Igor Guerus                          | 1R                                           |                                                                   | 1997年         |
| ○    | Vasily Kudin                         | 1R 9:11 TKO                                  | IAFC: Absolute Fighting Russian Open Cup 3                        | 1997年8月29日  |
| ○    | Dimitry Panfilov                     | 1R TKO                                       | COS: Cup of Stars                                                 | 1997年5月23日  |
| ○    | Aslan Hamza                          | 1R KO                                        | COS: Cup of Stars                                                 | 1997年5月23日  |
| ○    | Leonardo Castello Branco             | 35分1R終了 判定2-1                           | IAFC: Absolute Fighting Championship II                           | 1997年5月2日   |
| ○    | Sergei Bondarenko                    | 1R                                           |                                                                   | 1996年11月30日 |
| ○    | Igor Akhmedov                        | 1R リアネイキドチョーク                      | DNRF: Ukrainian Octagon 2                                         | 1996年5月1日   |
| ○    | ジョン・ディクソン                   | 1R 9:10 ギブアップ（疲労）                   | IFC 1: Kombat in Kiev 【決勝】                                    | 1996年3月30日  |
| ○    | ポール・ヴァレランス                 | 1R 6:20 TKO                                  | IFC 1: Kombat in Kiev 【準決勝】                                  | 1996年3月30日  |
| ○    | フレッド・フロイド                   | 1R 13:14 ギブアップ（打撃）                  | IFC 1: Kombat in Kiev 【1回戦】                                   | 1996年3月30日  |
| ○    | Igor Akhmedov                        | 1R 肩固め                                    | UCMAL: Ukrainian No Rules Championship 1996                       | 1996年3月9日   |
| ○    | Yuri Zhernikov                       | 1R TKO                                       | UCMAL: Ukrainian No Rules Championship 1996                       | 1996年3月9日   |
| ○    | Matrosov Matrosov                    | 1R TKO                                       | UCMAL: Ukrainian No Rules Championship 1996                       | 1996年3月9日   |
| ○    | Igor Guerus                          | 1R 1:41 TKO                                  | DNRF: Ukrainian Octagon                                           | 1996年3月1日   |
| ○    | Sergey Sheremet                      | 1R 1:27 KO                                   | DNRF: Ukrainian Octagon                                           | 1996年3月1日   |
| ○    | Oleg Tischenko                       | 1R 0:05 KO                                   | DNRF: Ukrainian Octagon                                           | 1996年3月1日   |
| ○    | ロマン ・チクノフ                    | 1R 2:15 KO                                   | Mr. Powerman Sekai 1996 【決勝】                                  | 1996年1月23日  |
| ○    | セルゲイ・ボンダービッチ             | 1R KO                                        | Mr. Powerman Sekai 1996 【準決勝】                                | 1996年1月23日  |
| ○    | ニコライ・ヤツカ                     | 1R KO                                        | Mr. Powerman Sekai 1996 【1回戦】                                 | 1996年1月23日  |
| ×    | イリューヒン・ミーシャ               | 1R 6:30 ギブアップ                           | Absolute Fighting Championship 1 【決勝】                         | 1995年11月25日 |
| ○    | アジウソン・リマ                     | 1R 1:51 TKO（鼻の骨折）                      | Absolute Fighting Championship 1 【準決勝】                       | 1995年11月25日 |
| ○    | アジウソン・リマ                     | 1R 0:56 KO（打撃）                           | Absolute Fighting Championship 1 【2回戦】                        | 1995年11月25日 |
| ○    | セルゲイ・アーニン                   | 1R 2:40 TKO（腕の骨折）                      | Absolute Fighting Championship 1 【1回戦】                        | 1995年11月25日 |
| ×    | Andrei Besedin                       | 1R 1:12 膝十字固め                           | Absolute Fighting Championship 1                                  | 1995年11月25日 |
| ○    | セルゲイ・ボンダービッチ             | 1R 0:18 TKO                                  | World UCMAL: Warrior's Honour 1                                   | 1995年10月14日 |
| ○    | Alexander Mandrik                    | 1R 3:06 TKO                                  | World UCMAL: Warrior's Honour 1                                   | 1995年10月14日 |

### キックボクシング
| 勝敗 | 対戦相手             | 試合結果                   | 大会名        | 開催年月日    |
| ×    | アーネスト・ホースト | 3R 0:51 KO（右ローキック） | K-1 DREAM '99 | 1999年7月18日 |

## 獲得タイトル
- Mr. Powerman Sekai 1996 優勝（1996年）
- DNRF Ukrainian Octagon 優勝（1996年）
- DNRF Ukrainian Octagon 2 優勝（1996年）
- IFC 1 優勝（1996年）
- World Vale Tudo Championship 5 優勝（1998年）
- WVCスーパーファイト王座（1998年）